# Hans Ahrens (Schauspieler)
Paul Hans Max Wilhelm Ahrens (* 14. Juli 1869 in Rostock; † 6. Januar 1938 in Berlin) war ein deutscher Schauspieler bei Bühne und Film.

## Leben und Wirken
Hans Ahrens wurde als Sohn des Matrosen Friedrich Wilhelm Heinrich Ahrens und dessen Frau Maria Wilhelmine Henriette, geb. Pieplow, geboren.
Er begann seine Bühnenlaufbahn 1891 am Stadttheater seiner Heimatstadt Rostock und spielte die kommenden 37 Jahre, anfangs vor allem im Fach des Bonvivants, später auch in Rollen gesetzter Charaktere, an Theatern in Mainz, Erfurt, Stettin, Breslau und Posen. Noch vor Ausbruch des Ersten Weltkriegs war Ahrens einem Ruf nach Berlin gefolgt und spielte in der deutschen Hauptstadt am Central-Theater und am Neuen Theater, im Krieg auch am Fronttheater. Außerdem ging Ahrens mehrfach auf Tournee.
Vor der Kamera schon sehr früh aktiv, sah man Ahrens in frühen Stummfilmen mehrfach in Hauptrollen, im Laufe der Jahre aber zunehmend in zumeist kleineren Nebenrollen. Im Tonfilm war der Künstler kaum mehr aktiv.
Hans Ahrens war mit Lucie Johanne Georgine Ahrens, geb. Albes, verheiratet. Er starb im Alter von 68 Jahren im Städtischen Krankenhaus Weißensee.

## Filmografie
- 1913: Die Heldin von St. Honorée
- 1915: Brot!
- 1915: Eine Liebesgabe
- 1915: Die Söhne des Grafen Steinfels
- 1916: Die nicht sterben sollen…
- 1916: Die Himbeerspeise
- 1916: Amanda, das kluge Hirtenmädchen
- 1918: Die Mausefalle
- 1918: Falsches Geld
- 1919: Unikum
- 1919: Das wandernde Auge
- 1919: Die Verführten
- 1920: Das Land der Verheißung
- 1920: Oberst Chabert
- 1921: Unrecht gut
- 1922: Die Frau mit den zehn Masken
- 1922: Die tugendhafte Tänzerin
- 1930: Der Andere
- 1935: Die Saat geht auf